# Gammerus heteroclitus
Gammerus heteroclitus is een naaldkreeftjessoort uit de familie van de Paratanaidae. De wetenschappelijke naam van de soort is voor het eerst geldig gepubliceerd in 1805 door Viviani.